# Boll Weevil Monument

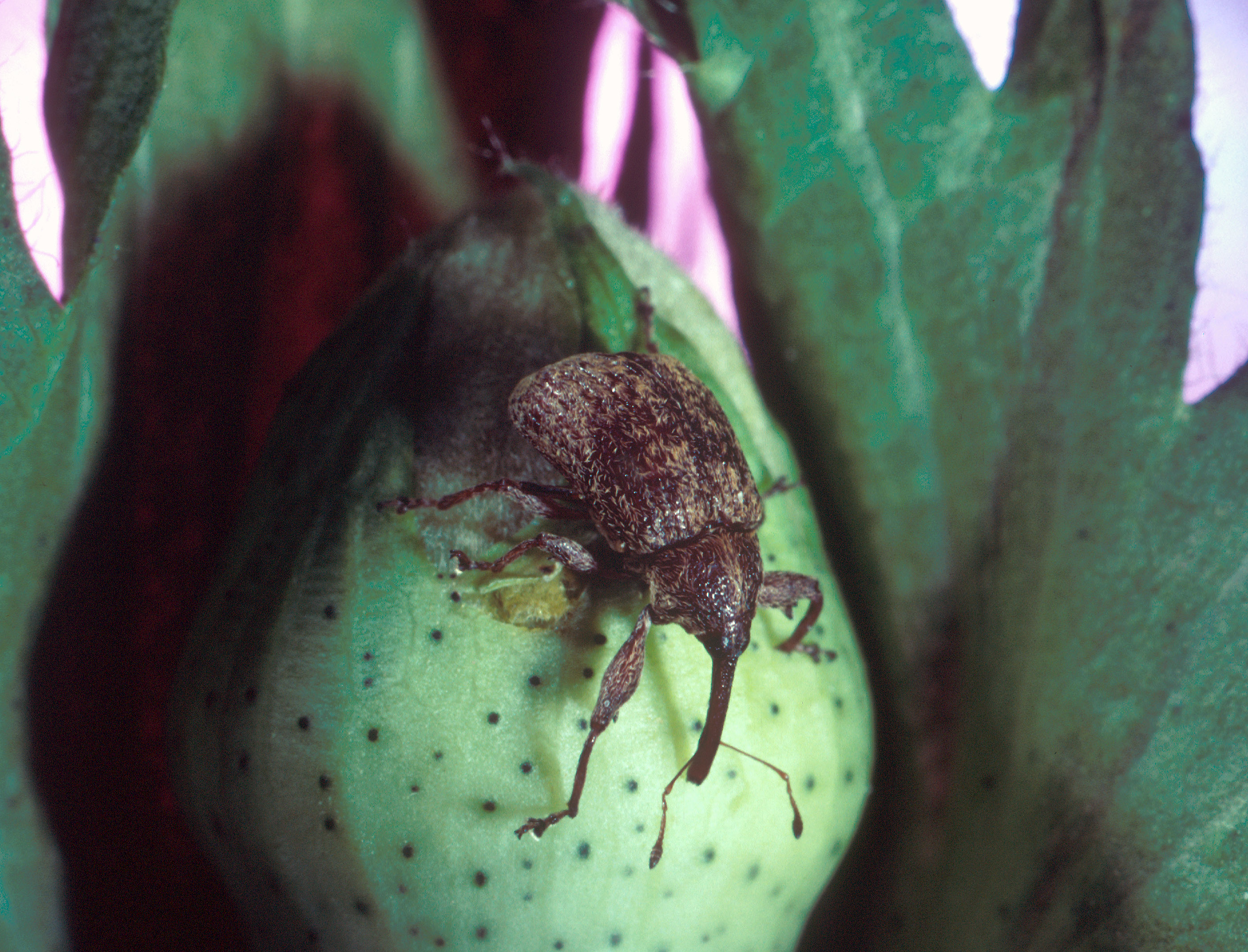
Baumwoll-Kapselkäfer (Boll Weevil)

Das Boll Weevil Monument ist ein Denkmal, das die Bürger von Enterprise, Alabama 1919 zur Erinnerung an den Baumwollkapselkäfer errichteten. Es ist das einzige Denkmal, das einem landwirtschaftlichen Schädling errichtet wurde. Es wurde am 26. April 1973 dem National Register of Historic Places hinzugefügt.
Der Baumwollkapselkäfer (Anthonomus grandis, engl. Boll Weevil) war ursprünglich in Mexiko beheimatet, tauchte jedoch 1915 in Alabama auf. Schon 1918 verloren manche Baumwollfarmer ihre ganze Baumwollernte an das Insekt. H. M. Sessions sah diese landwirtschaftliche Katastrophe als eine Möglichkeit, das Gebiet auf den Anbau von Erdnüssen umzustellen. 1916 überzeugte er den verschuldeten Farmer C. W. Baston, seinen Vorschlag umzusetzen. Die erste Ernte brachte genügend ein, um die Schulden zu bezahlen, und andere Landwirte folgten der Umstellung. Es wurde später auch wieder Baumwolle angebaut, aber die Farmer lernten, dass eine Diversifikation Vorteile brachte. Diese Praxis brachte neues Kapital in das Coffee County.
Der ortsansässige Geschäftsmann Bon Fleming brachte die Idee auf, das Denkmal zu errichten, und beteiligte sich an der Finanzierung. Als eine Ehrung der Tatsache, dass eine Katastrophe eine Katalysatorwirkung für einen Wechsel zum Besseren haben kann, wurde das Denkmal am 11. Dezember 1919 auf der Kreuzungsmitte von College und Main Street enthüllt, im Herzen des wirtschaftlichen Zentrums der Stadt. Die ursprüngliche Statue – eine Frau, die ein flatterndes Gewand trägt und die Arme hoch über den Kopf streckt – wurde für 1800 US-Dollar in Italien gefertigt, hinzu kam der Brunnen. Erst dreißig Jahre später wurde eine Darstellung des Baumwollkapselkäfers hinzugefügt, als Luther Baker meinte, dass ein Baumwollkapselkäfer-Denkmal auch einen Baumwollkapselkäfer aufweisen sollte. Er fertigte die Käferfigur an und fügte sie dem Denkmal hinzu. Das Denkmal hat eine Gesamthöhe von mehr als vier Metern.
Die Baumwollkapselkäfer-Figur und manchmal das komplette Denkmal wurde im Laufe der Jahre mehrfach gestohlen, konnte aber jedes Mal wiedergefunden und instand gesetzt werden. Am 11. Juli 1998 jedoch rissen Vandalen die Baumwollkapselkäfer-Figur aus den Händen der Statue und beschädigten sie dadurch dauerhaft. Die Stadtverwaltung beabsichtigte, die ursprüngliche Statue zu reparieren und wieder auf ihren Sockel zu setzen, die Maßnahme erwies sich aber als zu kompliziert und zu kostspielig. Eine Replik aus Kunststoff wurde stattdessen aufgestellt und das Original ins Museum gebracht. Eine Sicherheitskamera überwacht das Denkmal, um künftigen Vandalismus zu verhindern.